# Kontinentalbanan
| Strecke |     | Södra stambanan von Lund                    | Södra stambanan von Lund                    |
| Dienststation / Betriebs- oder Güterbahnhof                                                                   |     | Malmö godsbangård                           | Malmö godsbangård                           |
| Strecke von links · Abzweig geradeaus, nach rechts und von rechts                                             |     |                                             |                                             |
| Abzweig geradeaus und nach rechts · Strecke                                                                   |     | zum Hafen                                   | zum Hafen                                   |
| Strecke von links · Abzweig geradeaus und nach rechts · Strecke                                               |     |                                             |                                             |
| Strecke · Kopfbahnhof Streckenende · Strecke                                                                  | 0,0 | Malmö C                                     | Malmö C                                     |
| Brücke über Wasserlauf · Strecke                                                                              |     | Indre Hamnen (nur Güterzüge)                | Indre Hamnen (nur Güterzüge)                |
| ehemaliger Bahnhof · Strecke                                                                                  | 0,0 | Malmö Västra                                | Malmö Västra                                |
| Abzweig geradeaus und ehemals von rechts · Strecke                                                            |     | Kockums Werft                               | Kockums Werft                               |
| Abzweig ehemals geradeaus und nach rechts · Strecke                                                           |     | Malmö–Limhamn banan                         | Malmö–Limhamn banan                         |
| Abzweig geradeaus und nach links (Strecke außer Betrieb) · Strecke                                            |     | Kockums Mech. Werkstatt                     | Kockums Mech. Werkstatt                     |
| Bahnhof (Strecke außer Betrieb) · Strecke                                                                     | 3,5 | Södervärn                                   | Södervärn                                   |
| Abzweig geradeaus und nach rechts (Strecke außer Betrieb) · Strecke                                           |     | Malmö–Trelleborg banan nach Trelleborg      | Malmö–Trelleborg banan nach Trelleborg      |
| Strecke (außer Betrieb) · Dienststation / Betriebs- oder Güterbahnhof                                         | 1,0 | Östervärn (PV bis 2010)                     | Östervärn (PV bis 2010)                     |
| Strecke (außer Betrieb) · Abzweig geradeaus und nach links                                                    |     | Malmö–Simrishamns Järnvägar nach Simrishamn | Malmö–Simrishamns Järnvägar nach Simrishamn |
| Strecke (außer Betrieb) · Abzweig geradeaus und nach links                                                    |     | Malmö–Genarp Järnvägar nach Genarp          | Malmö–Genarp Järnvägar nach Genarp          |
| Kreuzung geradeaus unten (Strecke geradeaus außer Betrieb) · Strecke quer · Abzweig geradeaus und nach rechts |     | Kontinentalbahn nach Trelleborg (ab 1898)   | Kontinentalbahn nach Trelleborg (ab 1898)   |
| Strecke (außer Betrieb)                                                                                       |     | Bahnstrecke Malmö–Ystad nach Ystad          | Bahnstrecke Malmö–Ystad nach Ystad          |

| Strecke |         | Södra stambanan von Lund                                     | Södra stambanan von Lund                         |
| Dienststation / Betriebs- oder Güterbahnhof |         | Malmö godsbangård                                            | Malmö godsbangård                                |
| Kopfbahnhof Streckenanfang und quer (Strecke außer Betrieb) · Abzweig ehemals quer und von links · Abzweig geradeaus, nach rechts und von rechts | 0,0     | Malmö Västra                                                 | Malmö Västra                                     |
| Abzweig quer und von links · Abzweig geradeaus und nach rechts · Strecke                                                                         |         | zum Hafen und nach Limhamn                                   | zum Hafen und nach Limhamn                       |
| Strecke · Tunnelanfang · Strecke |         | Citytunnel Malmö (seit 2010)                                 | Citytunnel Malmö (seit 2010)                     |
| Kopfbahnhof Streckenende · Bahnhof (im Tunnel) · Strecke                                                                                         | 614,800 | Malmö C (hoch bzw. tief)                                     | 3 m ö.h.                                         |
| Strecke (im Tunnel) · Bahnhof | 619,700 | Östervärn (PV bis 2010, ab 9. Dezember 2018)                 | 4 m ö.h.                                         |
| Strecke (im Tunnel) · Abzweig geradeaus und nach links                                                                                           |         | Malmö–Simrishamns Järnvägar nach Simrishamn                  | Malmö–Simrishamns Järnvägar nach Simrishamn      |
| Strecke (im Tunnel) · Abzweig geradeaus und nach links                                                                                           |         | Malmö–Genarp Järnvägar nach Genarp                           | Malmö–Genarp Järnvägar nach Genarp               |
| Bahnhof (im Tunnel) · Strecke | 2,0     | Triangeln (seit 2010)                                        | Triangeln (seit 2010)                            |
| Strecke (im Tunnel) · Haltepunkt / Haltestelle                                                                                                   |         | Rosengård (seit 9. Dezember 2018)                            | Rosengård (seit 9. Dezember 2018)                |
| Strecke (im Tunnel) · Haltepunkt / Haltestelle                                                                                                   | 623,100 | Persborg (PV bis 2010, ab 9. Dezember 2018)                  | Persborg (PV bis 2010, ab 9. Dezember 2018)      |
| Strecke (im Tunnel) · ehemaliger Bahnhof |         | Södervärn                                                    | Södervärn                                        |
| Tunnelende · Strecke |         | Citytunnel Malmö (seit 2010)                                 | Citytunnel Malmö (seit 2010)                     |
| Bahnhof · Strecke |         | Hyllie                                                       | Hyllie                                           |
| Abzweig geradeaus, nach rechts und von rechts · Strecke                                                                                          |         | Öresundbahn nach Kopenhagen                                  | Öresundbahn nach Kopenhagen                      |
| Strecke · ehemaliger Bahnhof |         | Hindby                                                       | Hindby                                           |
| Strecke · Dienststation / Betriebs- oder Güterbahnhof                                                                                            |         | Fosieby (PV bis 1. Februar 1973)                             | 29 m ö.h.                                        |
| Bahnhof · Strecke |         | Malmö Syd/Svågertorp (seit 2010)                             | Malmö Syd/Svågertorp (seit 2010)                 |
| Abzweig geradeaus, nach links und von links · Strecke nach rechts                                                                                |         |                                                              |                                                  |
| Dienststation / Betriebs- oder Güterbahnhof | 627,800 | Lockarp (PV bis 28. Mai 1967)                                | 34 m ö.h.                                        |
| Abzweig geradeaus und nach links |         | Bahnstrecke Malmö–Ystad nach Ystad                           | Bahnstrecke Malmö–Ystad nach Ystad               |
| ehemaliger Bahnhof | 631,300 | Arrie (GV bis 28. Mai 1967; PV bis 31. Mai 1970)             | Arrie (GV bis 28. Mai 1967; PV bis 31. Mai 1970) |
| Bahnhof | 634,600 | Västra Ingelstad (früher Jordholmen, PV bis 1. Februar 1973) | 37 m ö.h.                                        |
| Bahnhof | 637,800 | Östra Grevie (PV bis 1. Februar 1973)                        | 41 m ö.h.                                        |
| ehemaliger Bahnhof | 640,500 | Slågarp (Bhf bis 1959, Hp bis 28. Mai 1967)                  | 37 m ö.h.                                        |
| Bahnhof | 643,900 | Skytts Vemmerlöv                                             | Skytts Vemmerlöv                                 |
| Abzweig geradeaus und ehemals von links |         | Bahnstrecke Trelleborg–Rydsgård von Rydsgård                 | Bahnstrecke Trelleborg–Rydsgård von Rydsgård     |
| Abzweig geradeaus und ehemals von links |         | Bahnstrecke Lund–Trelleborg von Lund                         | Bahnstrecke Lund–Trelleborg von Lund             |
| Strecke von links (außer Betrieb) · Abzweig geradeaus und ehemals nach rechts                                                                    |         |                                                              |                                                  |
| Kopfbahnhof Streckenende (Strecke außer Betrieb) · Strecke                                                                                       | 649,500 | Trelleborg Nedre                                             | Trelleborg Nedre                                 |
| Abzweig geradeaus und nach links · Eisenbahnfähre quer (Strecke außer Betrieb)                                                                   |         | Hafenanschluss Königslinie                                   | Hafenanschluss Königslinie                       |
| Bahnhof | 649,600 | Trelleborg C (früher Trelleborg Övre)                        | Trelleborg C (früher Trelleborg Övre)            |
| Abzweig geradeaus und ehemals nach rechts |         | Bahnstrecke Malmö–Trelleborg nach Malmö Vestra               | Bahnstrecke Malmö–Trelleborg nach Malmö Vestra   |
| Betriebsstelle Streckenende |         | Hafenanschluss                                               | Hafenanschluss                                   |
| |         |                                                              |                                                  |
| Quellen: Kilometerangaben ab Stockholm |         |                                                              |                                                  |

Kontinentalbanan ist eine schwedische Bahnstrecke zwischen Malmö und Trelleborg. Die Strecke wurde 1898 von der privaten Bahngesellschaft Malmö-Kontinentens Järnväg (MKontJ) gebaut.

## Geschichte
1896 wurde die Entscheidung getroffen, mit der Königslinie eine regelmäßige Dampfschiffverbindung zwischen Trelleborg und Sassnitz zu schaffen.
Zu dieser Zeit bestanden bereits die Bahnstrecken Lund–Trelleborg (Lund–Trelleborgs järnväg – LTJ) und Malmö–Trelleborg (Malmö–Trelleborgs järnväg – MTJ). Um zu verhindern, dass der Hauptverkehr über die LTJ geführt wird, setzten sich die Stadt Malmö sowie zahlreiche Einzelpersonen dafür ein, eine weitere direkte Strecke zu errichten. An Finanzmitteln standen die Einnahmen aus der 1896 erfolgten Verstaatlichung der Malmö-Billesholms Järnväg zur Verfügung. Die Strecke wurde als Verlängerung der Södra stambana aus Stockholm mit einem Kurvenradius von 600 m und einer zulässigen Höchstgeschwindigkeit von 90 km/h mit dem 1898 höchsten Standard in Schweden gebaut. Eine Verstaatlichung der Bahnstrecke in kürzerer Zeit wurde in Aussicht gestellt. In Trelleborg sollte der Nahverkehr übernommen werden und Güterverkehr, unter anderem mit Zuckerrüben, war vorgesehen.

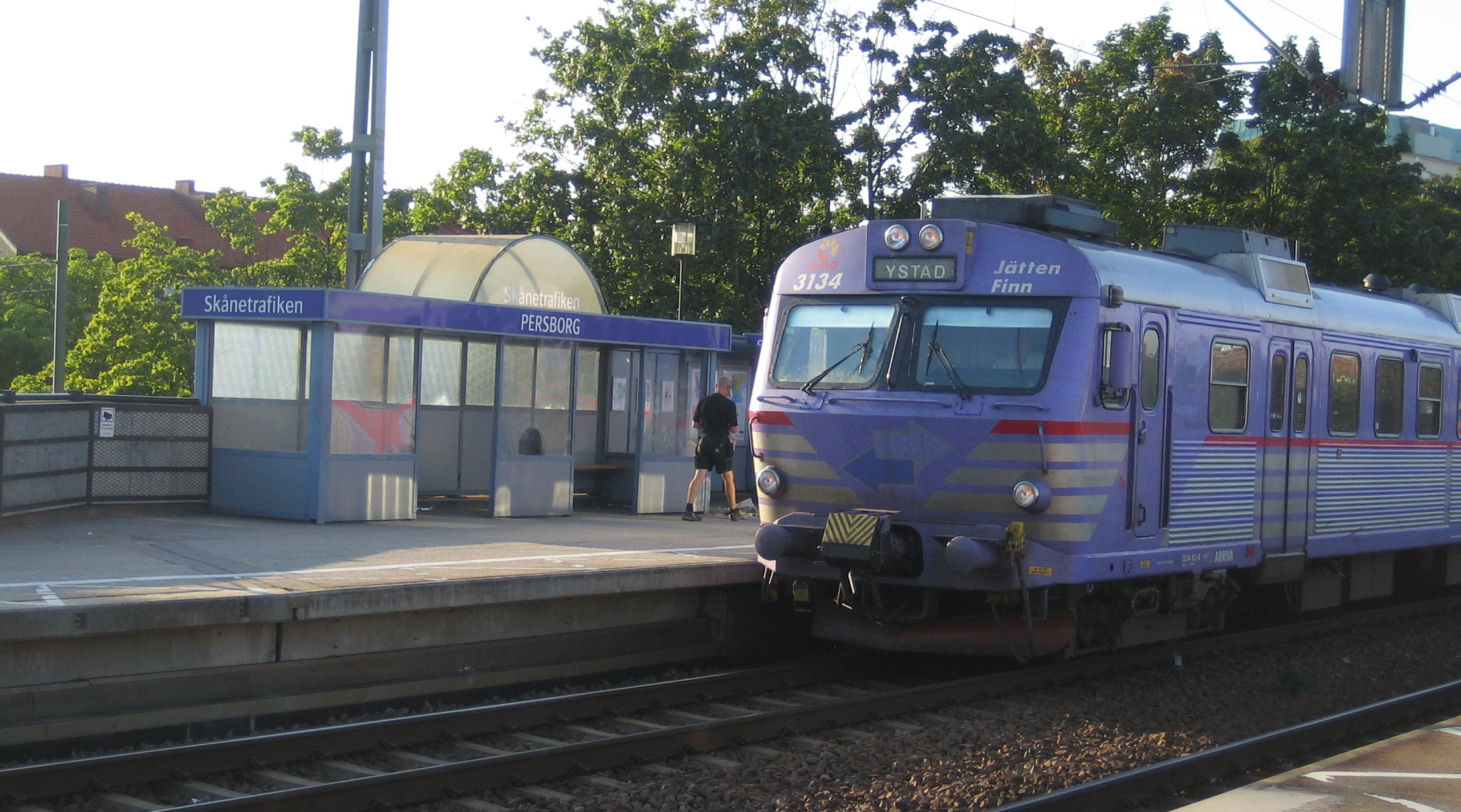
Haltestelle Persborg an der Ringbahn, 2007

Es existierte eine Konzession aus einer früheren Planung für eine Strecke zwischen Malmö und Fjärdingslöv vom 17. März 1876, die jedoch abgelaufen war. Die neue Konzession wurde am 9. Januar 1897 für die Strecke Malmö–Trelleborgs nedre erteilt. Die Eröffnung der Strecke für den allgemeinen Verkehr erfolgte am 5. Mai 1898.
Ab 1909 kamen vier Eisenbahnfährschiffe auf der Königslinie zwischen Trelleborg und Sassnitz zum Einsatz, um mit durchgehenden Zügen über diese Fährlinie den Fernverkehr zwischen Berlin und den großen schwedischen Städten durchzuführen. Am 1. Januar 1909 wurde die Eisenbahnstrecke verstaatlicht. Dies ermöglichte den Ersatz der Bahnübergänge in Malmö durch Eisenbahnüberführungen. Damit war Kontinentalbanan zu dieser Zeit eine Schnellfahrstrecke.
Der elektrische Betrieb wurde am 4. Dezember 1933 aufgenommen.
Ab dem 28. Mai 1967 wurde der Personennahverkehr ständig vermindert und am 1. Februar 1973 vollständig eingestellt. Es folgte am 9. Juni 1997 die Einstellung des Fernreiseverkehrs nach Trelleborg und am 10. Juni 2001 entfiel der Tageszug Malmö–Berlin mit Halt in Trelleborg. Ab diesem Zeitpunkt verkehrten die internationalen Züge nur noch mit Ein- und Ausstieg an Bord der Eisenbahnfähre. Ab 2004 erfolgte der tägliche Verkehr nur noch im Sommer, Züge in der Nebensaison entfielen.
Seit dem Jahr 2000 und der Eröffnung der Bahnstrecke Kopenhagen–Malmö ist ein Teil der Kontinentalbana, der sechs Kilometer lange Abschnitt Malmö–Fosieby, doppelspurig mit einer Höchstgeschwindigkeit von 200 km/h.
Der internationale Verkehr über die Ostsee hat danach abgenommen. Güter- und Personenverkehr nutzen zunehmend die Verbindung über Öresund und den Großen Belt. Die einspurige Strecke Lockarp–Trelleborg fungiert nun hauptsächlich als Stadtbahn im 30-Minuten-Takt.
Als 2010 der Citytunnel in Betrieb genommen war, verblieben die Güterzüge auf der Kontinentalbana.

## Wiederinbetriebnahme
Gemäß einer Vereinbarung aus dem Jahr 2010 zwischen der Kommune Malmö und Skånetrafiken wurde am 9. Dezember 2018 eine Pågatåg-Linie Malmö C–Östervärn–Rosengård–Persborg(–Fosie)–Svågertorp–Hyllie–Triangeln–Malmö C eröffnet. Skånetrafiken forderte eine Kostendeckung von mindestens 50 Prozent, was die neue Linie nicht erreichen wird. Daher hat sich die Kommune Malmö entschieden, die finanzielle Verantwortung für den Verkehr zu übernehmen.
Im Zusammenhang mit der Verkehrsaufnahme am 9. Dezember 2018 wurde in Rosengård ein neuer Bahnhof eröffnet. Möglicherweise ist eine zukünftige Station in Fosie möglich. Aufgrund von Staus im City-Tunnel verkehren die Züge im 30-Minuten-Takt.